# 石油產業對環境的影響

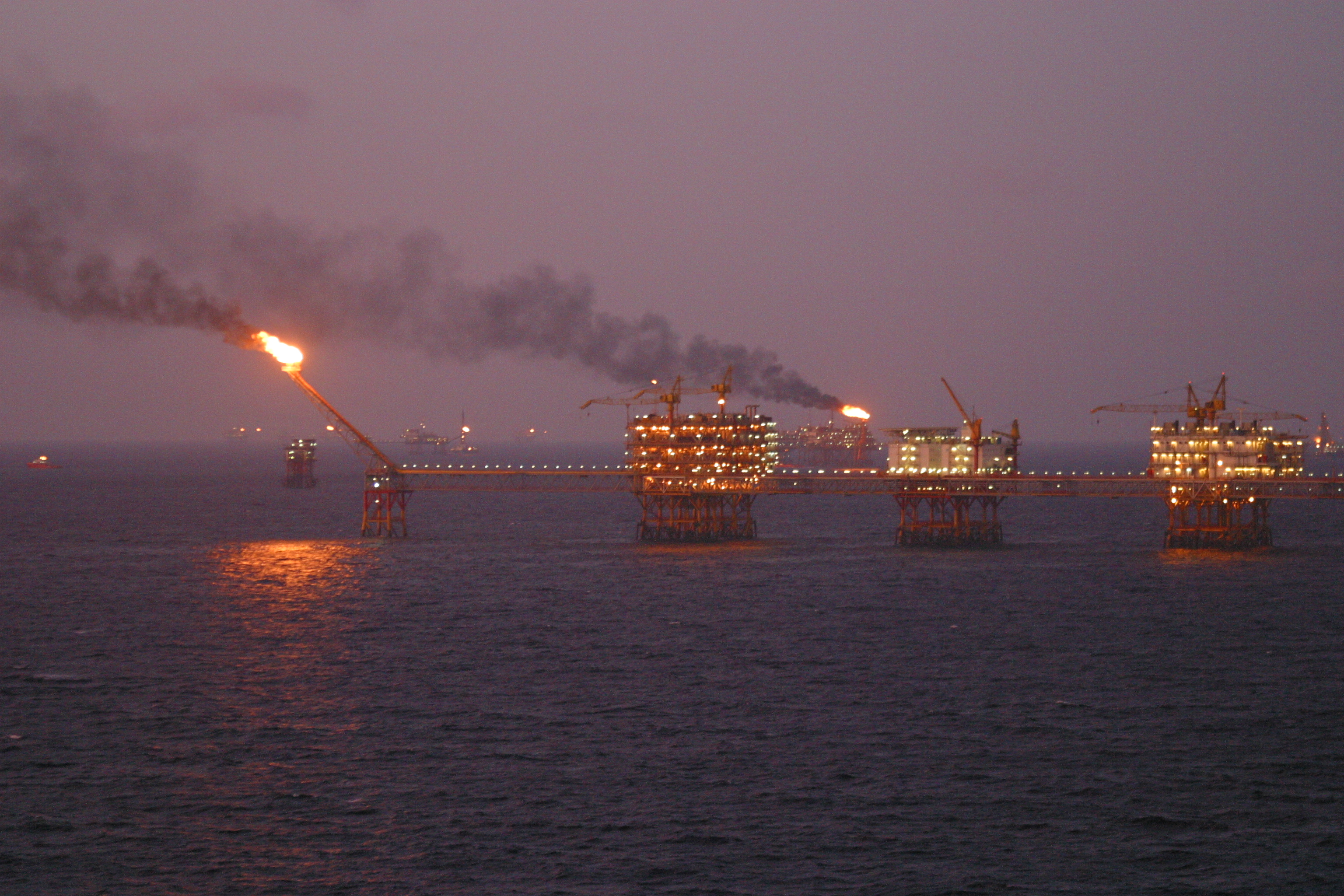
海上石油平台的常規天然氣燃除作業。

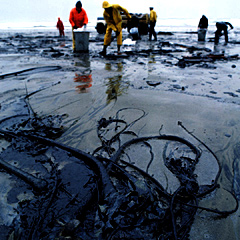
一處遭到油外洩污染的海灘。

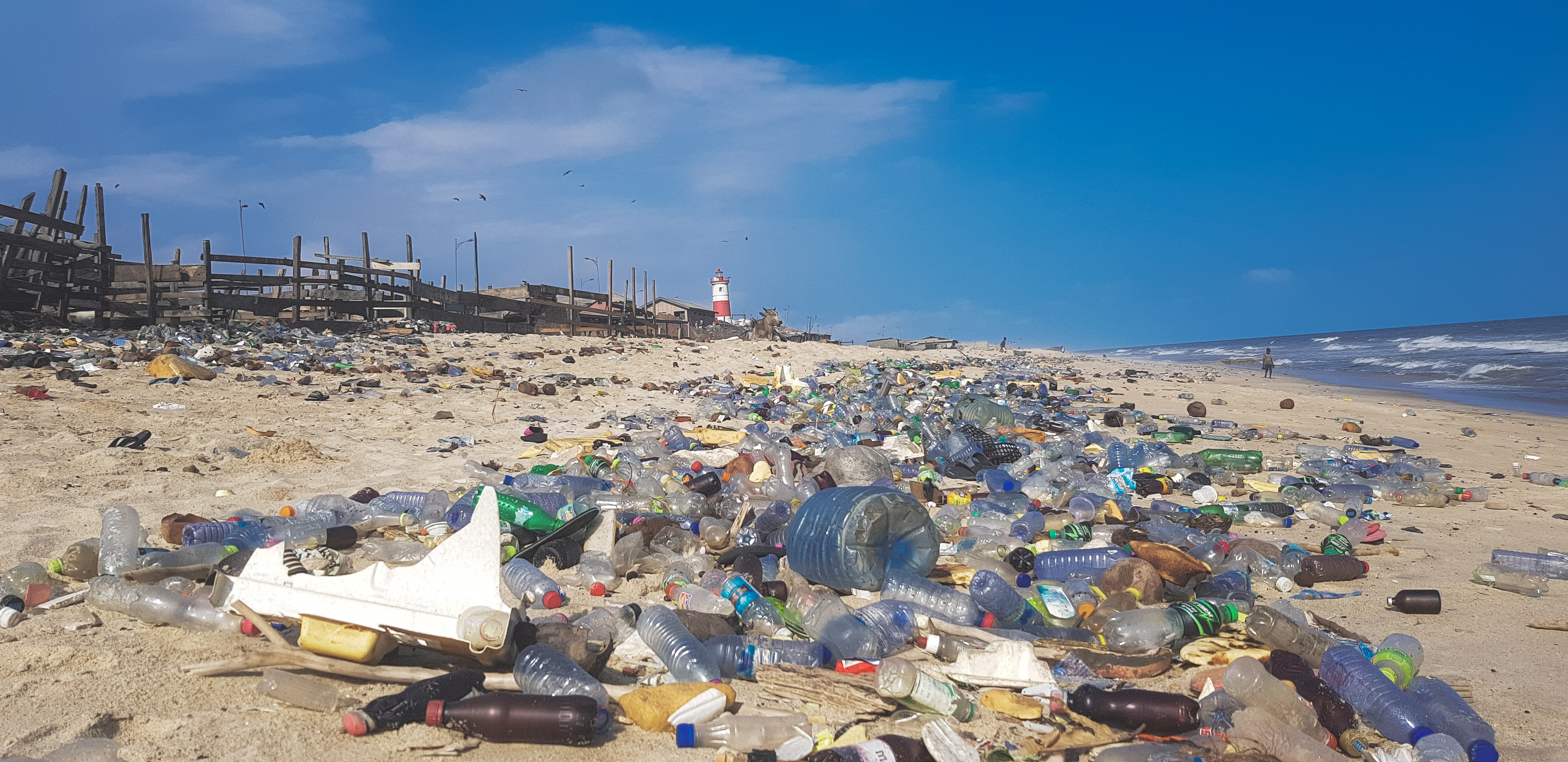
一處堆滿塑料廢棄物的海灘。

由於石油有多種用途，石油產業對環境的影響（英語：Environmental impact of the petroleum industry）涉及的層面非常廣泛。現代人類日常生活和世界經濟仰賴的一次能源和原材料均來自原油和天然氣所提供。兩者在過去150年的供應量迅速增長，以滿足快速增長的人口、創造力、知識和消費主義的需求。
在石油和天然氣的開採、精煉和運輸階段中均會產生大量有毒和無毒廢棄物。一些副產品/事故，如揮發性有機物（VOC）、氮和硫化合物以及油外洩，如果對其管理不當，會讓空氣、水和土壤受到污染，到對生命有害的程度。由於各方均大量使用石油產品，所排放的二氧化碳和甲烷等溫室氣體，以及黑碳等微粒氣溶膠，是加劇氣候變化、海洋酸化和海平面上升的重要原因。 
燃燒化石燃料是人類活動中導致地球生物圈中碳持續積累的最大來源。國際能源署和其他機構報告說在2017年，因使用能源而釋放到大氣中的創紀錄328億噸二氧化碳中，由石油和天然氣產生的佔55%以上（180億噸）。其餘45%中大部分來自煤炭。幾乎每年的排放量均呈上升趨勢：2018年的排放再增加1.7%，達到331億噸。
在2017年的二氧化碳總排放量中，石油產業本身直接產生的約佔8%（27億噸）。由於這個產業有意或因其他原因而釋放至少有7,900萬噸甲烷進入大氣（為24億噸二氧化碳當量），約佔所有已知的人為和自然排放的強效溫室氣體（甲烷）的14%左右。
石油產業除能生產汽油和液化天然氣等燃料之外，還可生產許多消費性化學品和產品，例如化學肥料和塑料。因為石油具有多種用途，大多數用於能源生產、運輸和儲存的替代技術，目前是因為有石油才能實現。要實現環境的可持續性，必須透過產業及消費者共同保護大自然、提高效率和盡力降低廢棄物影響，才能有效達成。

## 一般問題

### 有毒化合物

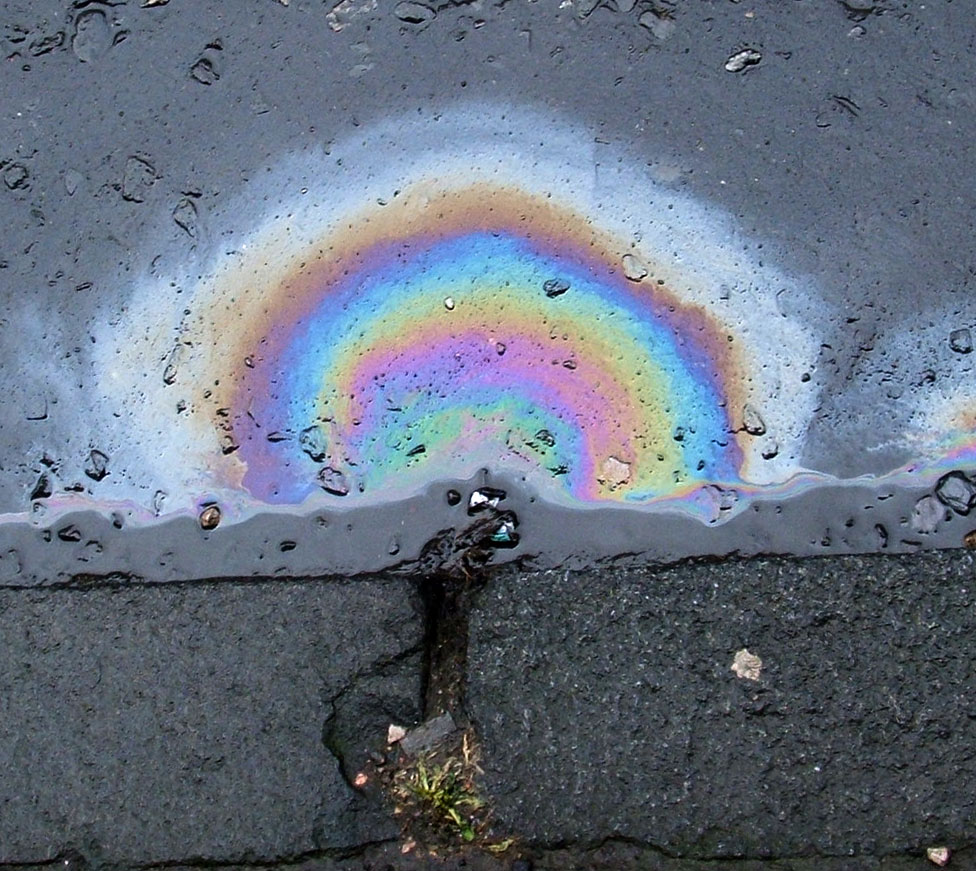
石油分餾物在水面上形成薄膜，透過光波干涉作用而呈現的彩虹色。

石油是種包含多樣成分的複雜混合物。這些成分包括直鏈、支鏈、環狀、單環芳香烴和多環芳香烴。石油的毒性可使用其每個單獨成分在水溶性下的毒性來理解。有許多方法可用於測量原油和石油相關產品的毒性。某些分析毒性水準的研究可使用目標脂質模型或使用有色染料的比色分析來評估毒性和生物降解性。
不同的石油和相關產品具有不同程度的毒性。毒性水準受許多因素的影響，例如風化作用、溶解度以及持久性等化學特性。較高可溶性和較低分子量物質受升高風化作用的移除，往往可把毒性降低。高溶解性物質與較不易溶於水的相比，往往毒性較高。通常，碳鏈較長且苯環較多的油類具有較高的毒性。苯在石油產品中的毒性最高。除苯以外，其他劇毒物質還有甲苯和二甲苯 (BETX)。毒性最低的是原油和機油。
不同種類的石油產品具有不同程度的毒性，但都會對人類健康和生態系統產生不利影響。其中的例子是某些哺乳動物的消化系統受到乳化油脂的影響，吸收營養素的能力會降低，而導致死亡。進一步的症狀包括有微血管破裂和出血。食物鏈會受到藻類生產降低的影響，導致某些物種的生存受到威脅。石油對魚類具有“急性致死性”能力，也就是說，在濃度為百萬分之4,000 (4,000ppm，0.4%)時可迅速殺死魚類。石油產品的毒性也威脅到人類的健康。其中許多化合物具有劇毒，可導致癌症（致癌物質）以及其他疾病。在台灣的研究發現居住在煉油廠附近與嬰兒早產有關聯。原油和石油餾出物會導致先天性障礙。
原油和汽油中均含有苯，會導致罹患白血病。它還會降低人體的白血球數量，讓人較易受到感染。 “研究顯示，在連續接觸僅十億分之幾 (ppb) 的苯達5-15年，與會罹患致命的白血病、霍奇金淋巴瘤和其他血液和免疫系統疾病有關聯。”
天然氣和石油含有少量在採礦過程中釋放的放射性同位素。鹵水中含有高濃度的此類元素是個技術和環境上令人擔心的問題。

### 溫室氣體
開採石油會把被封存的地質碳引介進入生物圈，而把地球的碳循環平衡破壞。消費者使用碳（大部分是經過燃燒）會產生大量的溫室氣體（二氧化碳），並進入大氣。當天然氣（主要是甲烷）在未經燃燒而進入大氣時，是個威力更強的溫室氣體。
從第一次工業革命（約1750年到1850年之間）開始，隨著不斷的燃燒木材和煤炭，大氣中二氧化碳和甲烷的濃度分別增加約50%和150%，超越過去80萬多年的相對穩定水準。
目前兩者都以每年約1%的速度增加之中。每年溫室氣體排放量的增長飛快，過去30年開採的化石燃料總量已超過人類有史以來開採的總量。

### 微塑料

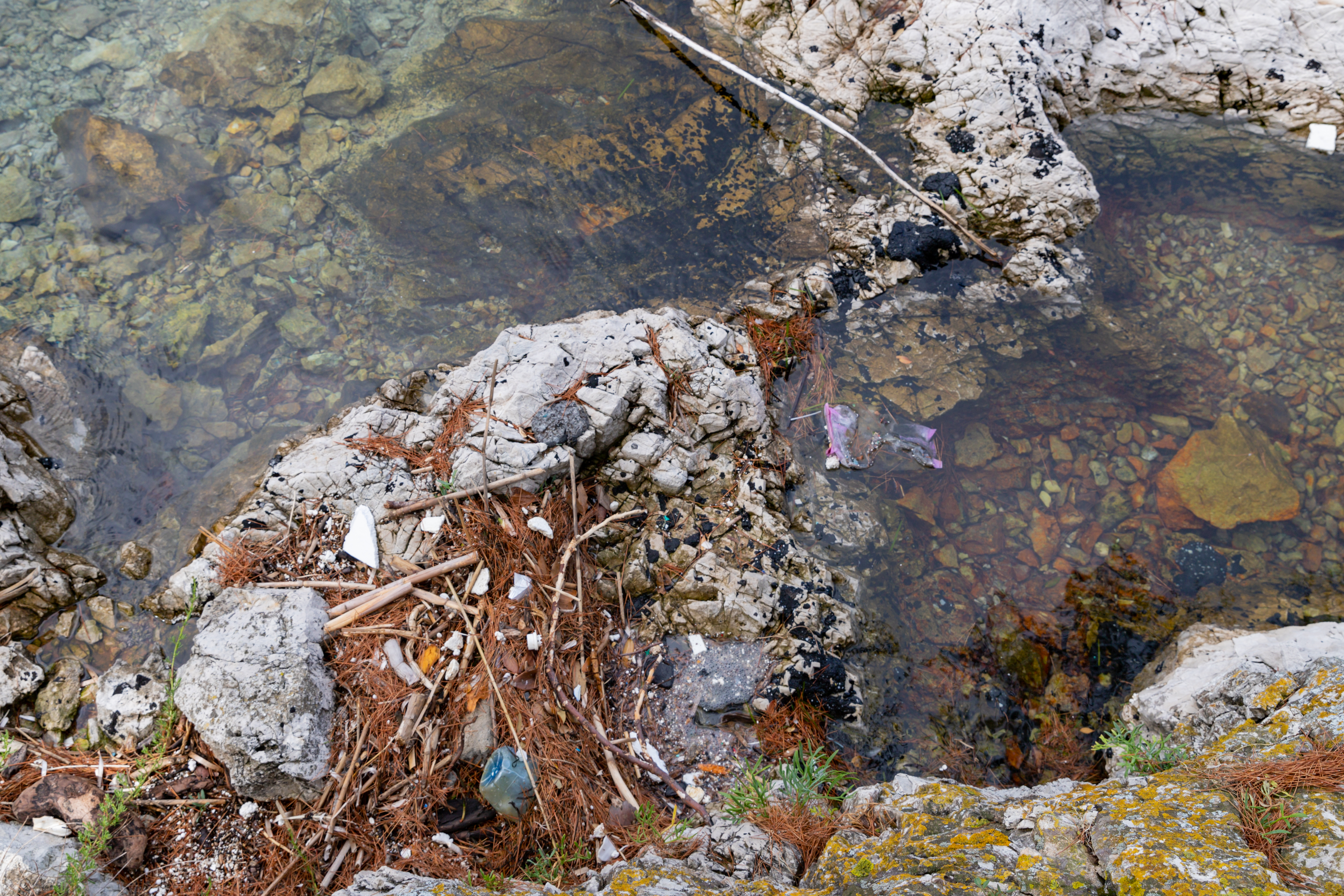
克羅埃西亞姆列特島國家公園內的廢棄微塑料。

石油讓塑料能以極低的成本製造出範圍廣泛、數量巨大的消費產品。年增長率接近10%，由其製成的一次性用品會產生大量隨處任意拋棄的現象。
大多數塑料都未被回收利用，隨著時間進展，它們會碎裂成越來越小的片或粒。所謂微塑料是尺寸小於5毫米的碎片。在地球表面幾乎每處的空氣、水和土壤樣本中均有微塑料的蹤跡，而且也可在越來越多的生物樣本中發現。塑料廢棄物在環境中積累，其長期影響正由科學家評估中，但迄今大多尚屬未知。微塑料之所以會受到關注，是因為它們會吸附污染物，並具有生物累積的效果。

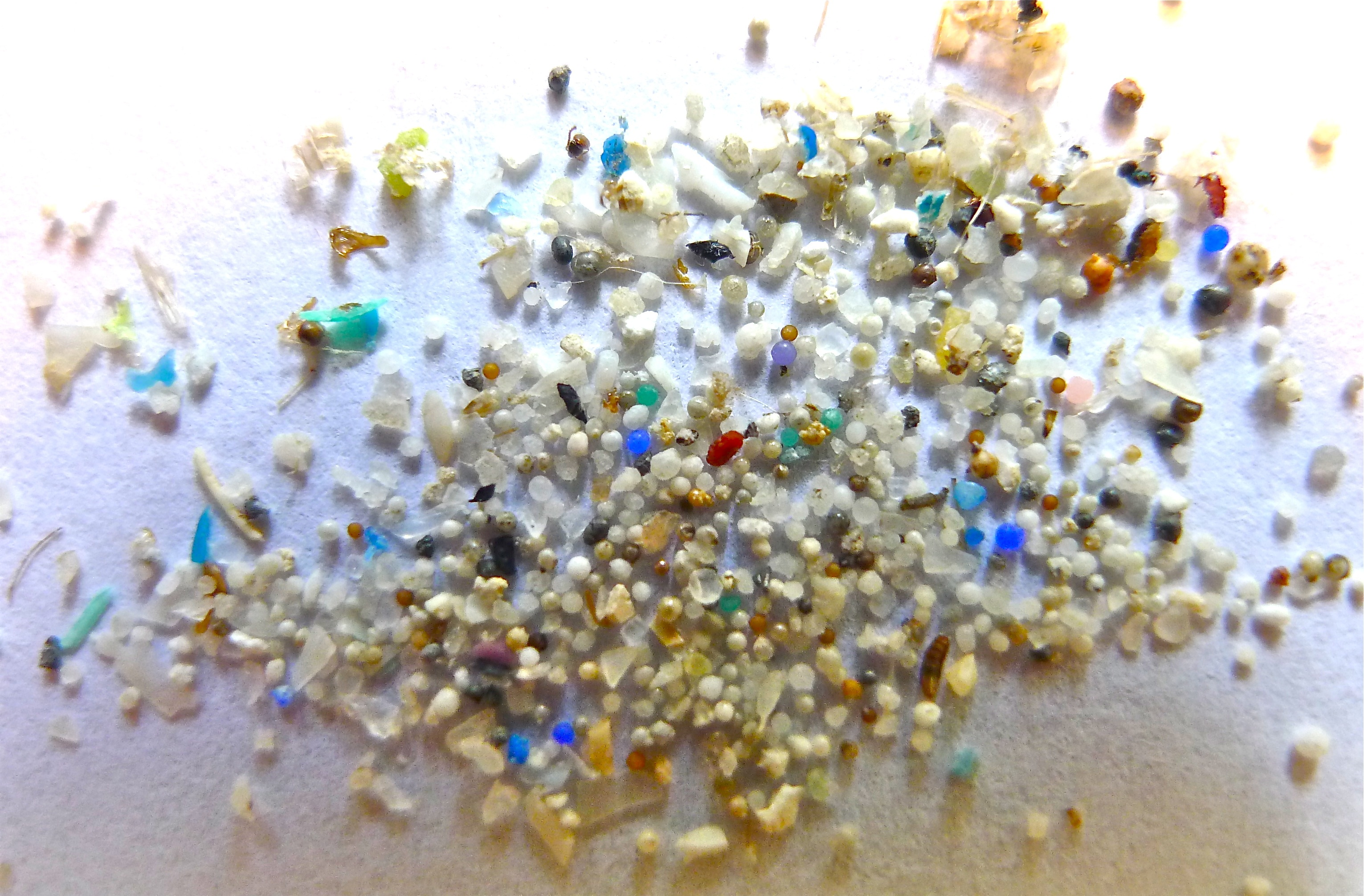
在海洋及海中生物棲息地經常可見的微塑料。

這些顆粒被海洋生物攝入，最終就是進入其消化腺、循環系統、鰓和內臟等組織。 當這些生物被捕食，並在食物鏈中向上移動時，顆粒最終會對更大的生物，甚至是人類造成風險。微塑料對各種生物體具有許多風險。已知的有擾亂橈足類的藻類攝食、增加死亡率和降低生育率。對貽貝，已知微塑料會阻礙濾食且誘發發炎反應。由於大多數海洋生物在被人食用前都已去除內臟，因此仍缺乏這類顆粒最終如何影響人類的數據。雖然如此，它們對環境的影響已有據可查，其破壞程度也廣為人知。

## 地方性和區域性影響
石油的某些負面影響可能僅限於其生產、消費和/或處置的所在。在許多情況下，如果消費者採用負責任的態度利用與處置時，可把影響降低到安全水準內。特定產品的生產商可通過生命週期評估和環境設計進一步把影響降低。

### 空氣污染

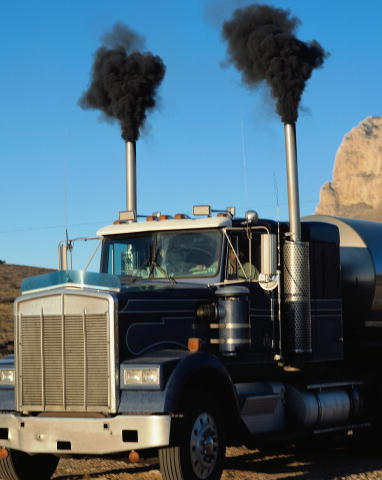
大卡車排放的柴油尾氣。

#### 尾氣排放
石油產業在整個生產鏈的每一階段（從開採到消費階段）都會發生排放。在開採階段，氣體釋放和常規天然氣燃除不僅會釋放甲烷和二氧化碳，也會釋放其他污染物，如一氧化二氮和氣溶膠。某些副產品包括一氧化碳和甲醇。當石油或石油餾出物在燃燒時，通常燃燒並不完全，而留下非水或二氧化碳的副產品。雖然污染物數量巨大，但某些污染物的數量和濃度存在差異。在石油的提煉階段，也會讓鄰近城市受到大量污染。由於石油具有毒性，污染增加後會對人類健康產生不利影響。一項針對台灣煉油廠影響的研究發現，住在煉油廠附近的母親與遠離煉油廠的相比，有較高的早產率，在嬰兒出生體重方面也存在差異。此外，煤煙的微細顆粒會讓人類和其他動物的肺部變黑，並導致心臟問題或是死亡。煤煙會致癌。

#### 揮發有機物蒸氣侵入
揮發性有機物（VOC）是由不同固體和液體生成的氣體或蒸汽。汽油、柴油或噴射燃料等石油碳氫化合物從地下儲罐或棕土（被棄置但仍可重複使用的工業或商業用地）溢出，侵入室內空間，會造成安全威脅（例如具有爆炸潛力），並對吸入者造成不利的健康影響。

### 酸雨

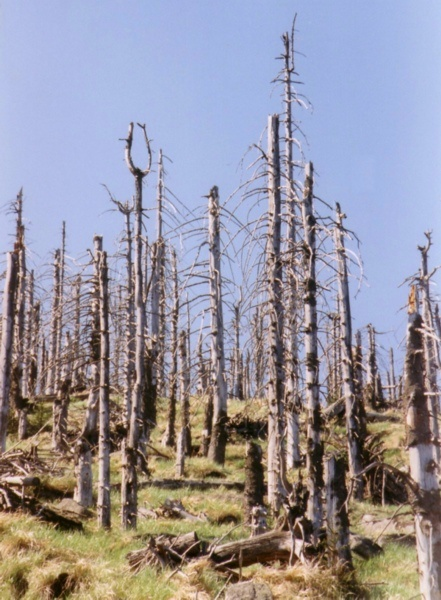
因酸雨而死亡的樹木。酸雨是燃燒化石燃料而發生的意想不到後果。

由於燃燒石油、煤炭和木材，會讓酸雨發生率增加。燃燒會增加一氧化二氮以及二氧化硫（來自石油中的硫）的排放。這些副產品與大氣中的水結合會形成酸雨。大氣中硝酸鹽和其他酸性物質濃度增加，會對降雨的pH值有顯著影響。美國和歐洲針對過去100年的數據樣本分析顯示，大氣中由燃燒產生的一氧化二氮排放量有所增加。 這些排放量大到足以讓降雨酸化。酸雨對大型的生態系統有不利影響。例如酸雨可導致樹木死亡、酸化湖泊，及讓其中魚類死亡。珊瑚礁也會被酸雨破壞。酸雨還會導致機器和建築結構（需要大量資本投資）腐蝕，並導致如羅馬和希臘的大理石造考古遺跡緩慢崩解。

### 油外洩
所謂油外洩，是人類把石油釋放進入環境，特別是海洋的一種污染形式。這個名詞通常適用於海上石油洩漏。石油洩漏通常發生在海洋或沿岸水域，但也會發生在陸地上。洩漏可能由於原油從油輪、管道、軌道車輛、石油平台、鑽機平台和油井中洩漏，但也有精煉石油產品（如汽油、柴油）及副產品、船舶使用的重油，或任何油性廢棄物或廢油的洩漏。
著名大型油外洩事件包括有：1910年美國加利福尼亞州的Lakeview Gusher油井噴發事件、1991年海灣戰爭油外洩事件和2010年墨西哥灣漏油事故。溢出的石油會滲入鳥類羽毛和哺乳動物皮毛，降低其絕緣能力，使它們更容易受到溫度波動的影響，並大幅降低在水中的浮力。外洩發生後，清理和恢復工作甚為困難，取決於許多因素，包括油的類型、水溫（影響到蒸發和生物降解）以及所處海岸線和海灘的類型。污染牽涉到的其他長期影響有殘留物的持續進入和環境自我清潔的速度。清理工作可能需要數週、數月，甚至是數年才能完成。

### 廢油

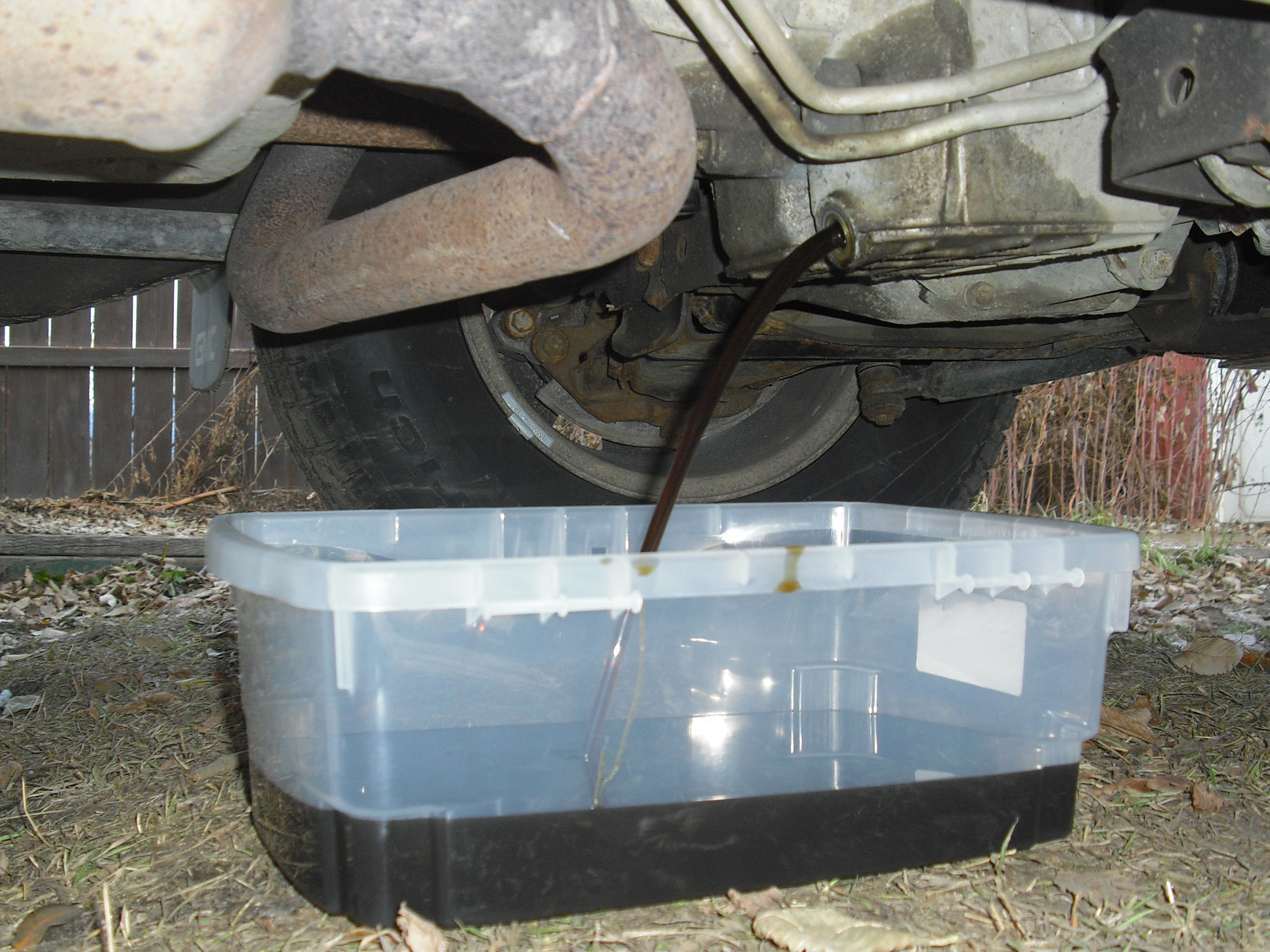
處理機動車輛的廢機油。

廢油是指含有分解產物，還含有使用過程中產生雜質的油料。例如使用過的液壓油、自動變速箱油、制動液、機油、曲軸箱油、齒輪油和合成潤滑油。許多與天然石油相關的問題同樣存在廢油中。當車輛的廢油從發動機中滴落到街道和道路上時，有可能把其中有毒性的苯帶入地下水中，而污染到土壤和飲用水。雨水逕流將廢油帶入河流和海洋，造成水體污染。

### 採出水和鑽井廢棄物排放

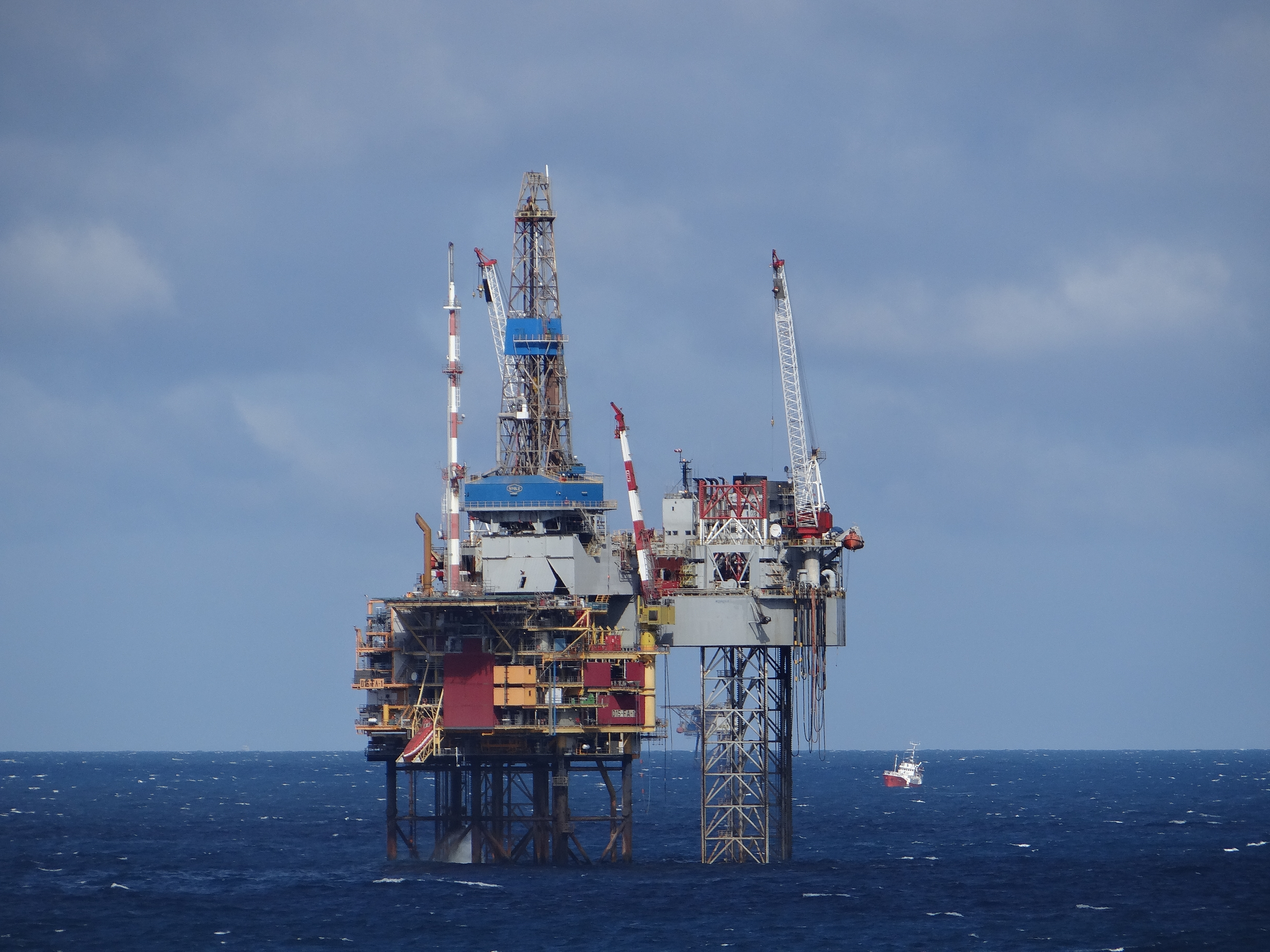
位於北海的石油平台。

開採石油而產生的採出水（PW），經排放後會導致多環芳香烴(PAH) 進入海洋。位於北海、英國和挪威的油田每年會排放約4億噸採出水。PW是進入海洋環境中最大的排放來源，均因海上石油和天然氣的生產作業而產生。PW所包含的物質取決於油田當地的地質特徵。但主要均包含類似的物質組合，例如地層水、石油、天然氣、鹵水和為作業而使用的化學品。地層水的成分與PW相同，也取決於當地環境，它主要包含有溶解的無機和有機化合物。在2017年，有129噸多環芳香烴隨同PW被排放。 由於PW中含有有害化學物質，會引起周圍環境的毒性反應。例如在挪威大陸架 (NCS) 所做的調查發現，經由PW釋放的多環芳香烴是造成貽貝和大西洋鱈生物變化的原因。PAH累積導致貽貝中的去氧核醣核酸（DNA）和消化腺組織產生化學損傷。多環芳香烴也對人類健康構成嚴重威脅。長期接觸與一系列健康問題例如肺癌、皮膚癌、膀胱癌和胃腸道癌有關聯。

## 全球影響

### 氣候變化
由石油的開採、提煉、運輸和消耗所產生的排放，導致自然環境中溫室氣體水準的變化，其中最顯著的是二氧化碳的排放。二氧化碳是種溫室氣體，會吸熱以保持地球溫度不低於冰點，但因石油產業等原因而產生的過量二氧化碳最終讓不平衡發生。
1903年諾貝爾化學獎得主斯萬特·奧古斯特·阿瑞尼斯創建一個數學模型，顯示二氧化碳的增加會導致地表溫度升高。目前這類排放量已創歷史新高，隸屬於聯合國的政府間氣候變化專門委員會（IPCC）在2007年指出，大氣中二氧化碳增加一倍，地球會平均升溫3°C。這種數字表示因此造成的氣候變化將產生強烈的颶風和風暴、乾旱和熱浪、以及洪水和更嚴重的野火更頻繁發生。 

### 海洋酸化
在碳循環中，二氧化碳會進入海洋，與水分子發生反應並產生碳酸。海洋中碳酸增加會把pH值降低，導致整體酸度升高。第一次工業革命開始，接著出現石油工業，地球海洋的pH值從8.21下降到8.10。 數字看起來似乎不大，但海洋酸度已升高30%，而為海洋生物帶來很多問題。隨著海洋繼續酸化，可用於鈣化的碳酸根離子日漸減少，表示許多生物體難於構建和維持它們的外殼和骨骼。 根據我們目前的二氧化碳增長速度，海洋的pH值到本世紀末可能會降到7.8。

## 補貼
現代社會會透過提供廉價和豐富的能源作為促進經濟成長和維持政治穩定的手段。各地政府和經濟機構也會提供各行業不同形式的金融支持，包括傳統補貼，如直接支付、稅收優惠、研發補助和取消已有的環境保護措施。而對化石燃料的支持中，最大的是政府未把廢棄物對環境和人類健康影響的大部分成本轉嫁出去。
根據國際能源署和經濟合作暨發展組織（OECD）的數據，全世界在2010年-2015年間，每年的傳統補貼總額約為4,000-6,000億美元，到2018年，補貼仍接近4,000億美元，其中40%是用於補貼石油。相較之下，國際貨幣基金組織（IMF）所屬的一個工作組估計，各國在2017年對化石燃料產業的所有補貼總額約為5.2兆美元（佔全球國內生產毛額（GDP）的6.4%）。最大的補貼發生在中國、美國、俄羅斯、歐盟和印度，這幾國/區域的補貼合計約佔總數的60%。
根據理想市場競爭理論，準確反映出產品價格可推動各行業和消費者負起責任，做出減少浪費以應對日後稀少性的選擇。取消補貼和實施碳費及分紅以反映準確價格會對產品供應面產生最直接的影響。相較之下，一些碳稅和碳交易機制是從消費端來反應準確價格。

## 緩解

### 保護與淘汰
世界上許多國家都設有補貼和目的在減少石油和化石燃料使用的政策。例如中國，由提供化石燃料補貼轉而提供再生能源補貼。這些政策各有利弊，每個國家都有不同的經驗。在中國，由於可再生能源補貼增加，能源系統在三方面獲得積極效益。一是轉向使用更清潔的能源。二是提高能源效率，三是解決分配和消費不平衡的問題。但從中國的經驗來看，也存在挑戰，例如最初可再生能源補貼的經濟效益低於石油。其他挑戰包括高昂的研發成本、不確定性和具有高風險的投資。這些因素促使可再生能源的發展非常依賴政府的支持。但逐步淘汰使用化石燃料和石油也能帶來經濟效益，例如增加投資。這種策略有助於實現例如因減少污染，進而達成改善環境和健康結果的社會目標。
另一種節約能源和逐步淘汰石油的做法是提高效率，包括採用新技術及改變生產和運輸方式。

### 各種替代能源
可替代石油的能源包括“較清潔”的能源，例如可再生能源、天然氣或生質柴油。這類替代能源有其優勢，也有局限性，會對將來的採用發生影響。
玉米乙醇可做石油的替代品。但通常計算使用玉米乙醇所產生的排放並未把生產玉米過程中產生的其他排放考慮在內。單獨使用玉米乙醇的排放雖然遠低於汽油，但其生命週期中的整體溫室氣體排放水準與汽油相似。能減少排放的生物燃料將會是纖維素乙醇。
其他的可再生能源如太陽能、風能、地熱能和水力發電等。據說這些能源的排放量要低得多，而且很少會產生副產品。預計世界各處的可再生能源產量都將增長。天然氣也被視為石油的替代品。就排放而言，天然氣比石油低得多。 然而，天然氣在大規模生產方面有其局限性。 

### 以生物質代替石油
生物質是潛在的石油替代品。潛在的生物質來源包括來自植物纖維材料。塑料可用纖維素製成，植物生產的油脂可代替石油作為汽車燃料。這種產品需要把不同的技術與不同的生物質原料相結合，以生產不同的產品。採用生物質做替代的的好處是減少二氧化碳排放，有新的能源供應，及振興農村地區的經濟。

### 安全措施
另有許多技術可用來減輕石油產業產生的安全和健康風險。包括減少油外洩的措施、防止汽油滴漏而滲入地下水的高架地板和具有雙層船殼的油輪。有種相對較新，稱為生物過濾的技術可減輕空氣污染。這種技術是指利用生物反應器，把可生物降解的VOC或含有無機空氣毒素的廢氣過濾掉。該技術在德國和荷蘭成功使用，主要用於氣味控制。這種技術成本低，而且能源需求不高。

## 外部連結
- Information about petroleum spills in water （页面存档备份，存于） from the State of New Department of Environmental Protection
- Safety Data Sheet -- Crude Oil (fscimage.fishersci.com) （页面存档备份，存于）
- Beyond Katrina: Disaster on the Gulf Coast Continues 的存檔，存档日期2019-10-13. --- 2010 Gulf of Mexico Oil Spill News, Information & Resources, 2008 Mississippi River Oil Spill Coverage